# Jiří Přívratský
Jiří Přívratský, född 13 mars 2001 i Ostrava, är en tjeckisk sportskytt.

## Karriär
Přívratský började med sportskytte 2012. Vid junior-EM 2017 i Baku tog han silver i lagtävlingen i 50 meter gevär tre ställningar tillsammans med Filip Nepejchal och František Smetana. Vid junior-EM 2019 i Bologna tog Přívratský silver tillsammans med Sara Karasová i mixedklassen i 50 meter liggande gevär.
Vid olympiska sommarspelen 2020 i Tokyo, som arrangerades 2021, slutade Přívratský på 14:e plats i 10 meter luftgevär och på 16:e plats i 50 meter gevär tre ställningar. Vid junior-VM 2021 i Lima tog han silver i 50 meter liggande gevär samt brons tillsammans med Veronika Blažíčková i mixedklassen i 50 meter gevär tre ställningar.
Vid EM i 10 meter luftvapen 2022 i Hamar tog Přívratský guld tillsammans med Aleš Entrichel och František Smetana i 10 meter luftgevär. Vid EM 2022 (25/50 m) i Wrocław tog han brons i 50 meter gevär tre ställningar samt guld i lagtävlingen tillsammans med František Smetana och Petr Nymburský.
Vid europeiska spelen 2023 i Wrocław tog Přívratský silver i 50 meter gevär tre ställningar och brons i 10 meter luftgevär. Han tog även silver i lagtävlingen i 50 meter gevär tre ställningar tillsammans med Petr Nymburský och František Smetana. Vid VM 2023 i Baku tog Přívratský silver tillsammans med František Smetana och David Hrčkulák i lagtävlingen i 10 meter luftgevär.
Vid EM 2024 i Osijek tog Přívratský tillsammans med Petr Nymburský och Filip Nepejchal silver i lagtävlingen i 50 meter liggande gevär och guld i trio i 50 meter gevär tre ställningar. Vid olympiska sommarspelen 2024 i Paris slutade han på fjärde plats i 50 meter gevär tre ställningar, 23:e plats i 10 meter luftgevär samt på 24:e plats i den mixade lagtävlingen i 10 meter luftgevär tillsammans med Veronika Blažíčková.
Vid EM i 10 meter luftvapen 2025 i Osijek tog Přívratský tillsammans med Filip Nepejchal och Aleš Entrichel guld i lagtävlingen i 10 meter luftgevär och silver i trio i samma gren.